# ADR (transport)

     Sygnatariusze umowy ADR

Przykładowa tablica ADR.
HIN: 66 – materiał silnie trujący
UN: 1557 – związek arsenu stały

ADR (fr. L’ Accord européen relatif au transport international des marchandises Dangereuses par Route) – międzynarodowa konwencja dotycząca drogowego przewozu towarów i ładunków niebezpiecznych, sporządzona w Genewie 30 września 1957 r. i podpisana pierwotnie przez 9 państw. Spisana w językach miarodajnych angielskim i francuskim (art. 17), depozytariuszem jest Sekretarz Generalny Organizacji Narodów Zjednoczonych (art. 17), spory, których nie rozwiązano w drodze rokowań, powinien rozstrzygnąć arbitraż międzynarodowy, o ile strony w ciągu 3 miesięcy nie uzgodnią wyboru arbitra, mogą o jego wyznaczenie zwrócić się do depozytariusza  (art. 11). Przepisy umowy ADR są nowelizowane w cyklu dwuletnim. W 2018 roku umowa obowiązywała w 50 krajach.
Od 2003 roku każde przedsiębiorstwo związane z transportem drogowym towarów niebezpiecznych (przewoźnik, firma odbierająca i wysyłająca towary niebezpieczne) zobowiązane jest do współpracy z doradcą ds. bezpieczeństwa („doradcą ADR”), którego zadaniem jest pomoc w realizacji wymagań nałożonych przez konwencję, sporządzanie obowiązkowych sprawozdań rocznych do wojewody, oraz wprowadzanie odpowiednich procedur i instrukcji bezpieczeństwa. 
W Polsce przewóz materiałów niebezpiecznych dozwolony jest wyłącznie przez wykwalifikowane osoby, które ukończyły 21 lat, spełniają wymagania ustawy o transporcie drogowym oraz ustawy o ruchu drogowym, ukończyły odpowiedni kurs ADR oraz zdały z wynikiem pozytywnym egzamin kończący taki kurs. Zaświadczenia niezbędne do przewożenia materiałów niebezpiecznych, które produkuje, personalizuje i dystrybuuje Polska Wytwórnia Papierów Wartościowych, wydawane są przez marszałka województwa w terminie 7 dni od dnia przeprowadzenia egzaminu.
W transporcie drogowym w krajach objętych umową ADR pojazdy przewożące substancje niebezpieczne powinny być oznakowane znormalizowanymi tablicami ADR.

## Zawartość umowy ADR
Umowa ADR jest nowelizowana co dwa lata w roku nieparzystym. Od 1 stycznia danego roku obowiązuje nieobligatoryjnie (można stosować wersję poprzednią konwencji), od 1 lipca obowiązuje zawsze obligatoryjnie. Np. 1 stycznia 2013 wprowadzono wersję ECE/TRANS/225 („ADR 2013”), jednak do końca czerwca 2013 można było stosować wersję ECE/TRANS/215 („ADR 2011”).
Umowa ADR składa się z umowy właściwej oraz z załączników A i B, będących jej integralną częścią. Umowa właściwa określa stosunki prawne między uczestniczącymi państwami, natomiast załączniki zawierają przepisy regulujące w szerokim zakresie warunki przewozu poszczególnych materiałów niebezpiecznych w międzynarodowym transporcie samochodowym.

## Załącznik A
Załącznik A – Przepisy ogólne i przepisy dotyczące materiałów i przedmiotów niebezpiecznych:
Część 1 – przepisy ogólne
Część 2 – klasyfikacja
Część 3 – wykaz towarów niebezpiecznych, przepisy szczegółowe oraz zwolnienia dotyczące towarów niebezpiecznych pakowanych w ilościach ograniczonych 
i wyłączonych
Część 4 –przepisy dotyczące stosowania opakowań i cystern
Część 5 – procedury nadawcze
Część 6 – wymagania dotyczące konstrukcji i badań opakowań, dużych pojemników do przewozu luzem (DPPL), dużych opakowań, cystern i kontenerów do przewozu luzem
Część 7 – przepisy dotyczące warunków przewozu, załadunku, rozładunku oraz manipulowania ładunkiem
W myśl rozumienia ADR (Załącznik A), rozróżnia się 13 klas towarów niebezpiecznych ustalonych ze względu na stwarzane przez nie zagrożenie dominujące:
| KLASA 1   | materiały i przedmioty wybuchowe (podklasy według stwarzanych zagrożeń 1.1, 1.5, 1.2, 1.3, 1.6, 1.4)             |
| KLASA 2   | gazy |
| KLASA 3   | materiały ciekłe zapalne                                                                                         |
| KLASA 4.1 | materiały stałe zapalne, materiały samoreaktywne, materiały polimeryzujące i materiały wybuchowe stałe odczulone |
| KLASA 4.2 | materiały samozapalne                                                                                            |
| KLASA 4.3 | materiały wytwarzające w zetknięciu z wodą gazy palne                                                            |
| KLASA 5.1 | materiały utleniające                                                                                            |
| KLASA 5.2 | nadtlenki organiczne                                                                                             |
| KLASA 6.1 | materiały trujące                                                                                                |
| KLASA 6.2 | materiały zakaźne                                                                                                |
| KLASA 7   | materiały promieniotwórcze                                                                                       |
| KLASA 8   | materiały żrące                                                                                                  |
| KLASA 9   | różne materiały i przedmioty niebezpieczne                                                                       |

A. Pozycje indywidualne dla materiałów lub przedmiotów, które są dobrze zdefiniowane,
B. Pozycje ogólne dla dobrze zdefiniowanej grupy materiałów lub przedmiotów, które nie należą do pozycji i.n.o.,
C. Pozycje szczegółowe i.n.o., które obejmują grupę materiałów lub przedmiotów o szczególnych właściwościach chemicznych lub technicznych, „inaczej nie określone”,
D. Pozycje ogólne i.n.o., obejmujące grupę materiałów lub przedmiotów mających jedną lub więcej właściwości niebezpiecznych, „inaczej nie określone”.
Dla materiałów niebezpiecznych klas innych niż klasa 7 przyporządkowano kody klasyfikacyjne określające zagrożenia jakie mogą one powodować, przy czym:
- dla materiałów lub przedmiotów klasy 2, kod zawiera cyfrę określającą rodzaj gazu i symbole literowe oznaczające grupy zagrożenia jak dla klas 3 – 9 (bez 7):

| 1 | gaz sprężony,                    |
| 2 | gaz skroplony,                   |
| 3 | gaz schłodzony skroplony,        |
| 4 | gaz rozpuszczony,                |
| 5 | pojemniki aerozolowe i naczynia, |
| 6 | inne przedmioty,                 |
| 7 | gazy niesprężone,                |
| 8 | chemikalia pod ciśnieniem,       |
| 9 | gazy zaadsorbowane;              |

- dla materiałów lub przedmiotów klas 3, 4.1, 4.2, 4.3, 5.1, 5.2, 6.1, 6.2, 8 i 9, symbole literowe dotyczące stwarzanego przez nie zagrożenia, które opisane są w ich kryteriach klasyfikacyjnych:

| A  | duszące,                         |
| C  | żrące,                           |
| D  | odczulone (materiały wybuchowe), |
| F  | palne,                           |
| I  | zakaźne,                         |
| M  | różne,                           |
| O  | utleniające,                     |
| P  | nadtlenki organiczne,            |
| PM | materiały polimeryzujące,        |
| S  | samozapalne,                     |
| SR | samoreaktywne,                   |
| T  | trujące,                         |
| W  | reagujące z wodą;                |

- dla materiałów i przedmiotów klasy 1, kod zawiera numer podklasy i literę grupy zgodności, które przypisane są zgodnie z procedurami i kryteriami  klasyfikacyjnymi (grupy zgodności dla klasy 1):

A. Materiał wybuchowy inicjujący.
B. Przedmiot zawierający materiał wybuchowy inicjujący i niemający dwóch lub więcej skutecznych urządzeń zabezpieczających. Definicja obejmuje niektóre przedmioty, takie jak zapalniki do prac wybuchowych, zestawy zapalnikowe do prac wybuchowych i spłonki typu kapsułkowego, nawet jeżeli nie zawierają materiałów wybuchowych inicjujących.
C. Materiał wybuchowy miotający lub inny deflagrujący materiał wybuchowy lub przedmiot zawierający taki materiał wybuchowy.
D. Wtórnie detonujący materiał wybuchowy lub proch czarny lub przedmiot zawierający wtórnie detonujący materiał wybuchowy, w każdym przypadku bez środków inicjujących i bez ładunku miotającego, lub przedmiot zawierający materiał wybuchowy inicjujący i mający dwa lub więcej skuteczne urządzenia zabezpieczające.
E. Przedmiot zawierający wtórnie detonujący materiał wybuchowy, bez środka inicjującego, z ładunkiem miotającym (inny niż zawierający materiał ciekły łatwo zapalny lub żel lub ciecze samozapalne).
F. Przedmiot zawierający wtórnie detonujący materiał wybuchowy z własnym środkiem inicjującym, z ładunkiem miotającym (inny niż zawierający materiał ciekły łatwo zapalny lub żel lub ciecze samozapalne) lub bez ładunku miotającego.
G.     Materiał pirotechniczny lub przedmiot zawierający materiał pirotechniczny, lub przedmiot zawierający zarówno materiał wybuchowy, jak i materiał oświetlający, zapalający, łzawiący lub dymotwórczy (inny niż przedmioty aktywowane wodą lub przed mioty zawierające biały fosfor, fosforki, materiał piroforyczny, materiał ciekły łatwo zapalny lub żel lub ciecze samozapalne).
H. Przedmiot zawierający materiał wybuchowy i biały fosfor.
I. Przedmiot zawierający materiał wybuchowy i materiał ciekły łatwo zapalny lub żel.
J. Przedmiot zawierający materiał wybuchowy i materiał ciekły łatwo zapalny lub żel.
K. Przedmiot zawierający materiał wybuchowy i trujący środek chemiczny.
L. Materiał wybuchowy lub przedmiot zawierający materiał wybuchowy, stwarzający szczególne zagrożenie (np. z powodu swojej podatności na aktywację wodą lub obecności cieczy samozapalnych, fosforków lub materiałów piroforycznych) wymagający oddzielenia każdego typu.
N. Przedmioty zawierające jedynie materiały wybuchowe skrajnie niewrażliwe. Materiał lub przedmiot tak zapakowany lub zbudowany, aby jakiekolwiek niebezpieczne następstwa przypadkowego zadziałania ograniczyć do przestrzeni wewnętrznej sztuki przesyłki, pod warunkiem, że ogień nie zniszczy sztuki przesyłki i w związku z tym następstwa wybuchu lub rozrzutu będą ograniczone do takiego stopnia, że nie będą w sposób istotny utrudniać lub ograniczać gaszenia ognia lub stosowania innych działań ratunkowych w najbliższym sąsiedztwie sztuki przesyłki.)
Dla celów pakowania, materiały należące do klas 3, 4.1 (inne niż materiały samoreaktywne), 4.2, 4.3, 5.1, 6.1, 8 i 9 zalicza się do grup pakowania odpowiednio do stopnia stwarzanego przez nie zagrożenia dominującego:
- I grupa pakowania (GP I, I PG) materiały stwarzające duże zagrożenie (wymagające najmocniejszych opakowań – litera „X” w kodzie opakowania, np. materiały silnie żrące);

- II grupa pakowania (GP II, II PG) materiały stwarzające średnie zagrożenie (wymagające opakowań o średniej wytrzymałości – litera „Y” w kodzie opakowania, np. materiały żrące);

- III grupa pakowania (GP III, III PG) materiały stwarzające małe zagrożenie (wymagające opakowań o najniższej wytrzymałości – litera „Z” w kodzie opakowania, np. materiały słabo żrące).

Aktualnie kluczem do utożsamienia wymagań transportowych jest przypisanie dla danego towaru niebezpiecznego numeru UN. Powyższy rysunek przedstawia uproszczony schemat zależności klasyfikacyjnych towarów niebezpiecznych.
Dodatkowo w załączniku tym określone zostały ogólne i szczegółowe warunki pakowania towarów niebezpiecznych, wymagania w zakresie oznakowania towarów, opakowań i pojazdów przewożących towary niebezpieczne oraz warunki badań technicznych opakowań i ich specjalnego znakowania. W załączniku A przedstawiono również warunki przewozu i manipulowania ładunkiem w sztukach przesyłki, kontenerach i cysternach oraz zakazy ładowania razem towarów w jednym pojeździe.

1 – Materiały wybuchowe
2.1 – Gazy palne
2.2 – Gazy niepalne
2.3 – Gazy trujące
3 – Ciecze zapalne
4.1 – Materiały stałe zapalne
4.2 – Materiały samozapalne
4.3 – Niebezpieczne w zetknięciu z wodą
5.1 – Utleniające
5.2 – Nadtlenki organiczne
6.1 – Trujące
6.2 – Zakaźne
7 – Radioaktywne
8 – Żrące
9 – Niebezpieczne

Dla wskazania poziomu niebezpieczeństwa dla towarów niebezpiecznych ustalono numery zagrożenia:
| 20   | gaz duszący lub gaz niestwarzający zagrożenia dodatkowego |
| 22   | gaz schłodzony skroplony, duszący |
| 223  | gaz schłodzony skroplony, palny |
| 225  | gaz schłodzony skroplony, utleniający (wzmagający palenie) |
| 23   | gaz palny |
| 238  | gaz palny żrący |
| 239  | gaz palny mogący samorzutnie ulegać gwałtownej reakcji |
| 25   | gaz utleniający (wzmagający palenie) |
| 26   | gaz trujący |
| 263  | gaz trujący, palny |
| 265  | gaz trujący, utleniający (wzmagający palenie) |
| 268  | gaz trujący, żrący |
| 28   | gaz żrący |
| 30   | materiał ciekły zapalny (temperatura zapłonu od 23 °C do 60 °C włącznie), materiał ciekły zapalny lub stały stopiony, o temperaturze zapłonu wyższej niż 60 °C, podgrzany do temperatury równej lub wyższej od jego temperatury zapłonu lub materiał ciekły samonagrzewający się |
| 323  | materiał ciekły zapalny, reagujący z wodą, wydzielający gazy palne |
| X323 | materiał ciekły zapalny, reagujący niebezpiecznie z wodą, wydzielający gazy palne |
| 33   | materiał ciekły łatwo zapalny (temperatura zapłonu niższa niż 23 °C) |
| 333  | materiał ciekły piroforyczny |
| X333 | materiał ciekły piroforyczny, reagujący niebezpiecznie z wodą |
| 336  | materiał ciekły łatwo zapalny, trujący |
| 338  | materiał ciekły łatwo zapalny, żrący |
| X338 | materiał ciekły łatwo zapalny, żrący, reagujący niebezpiecznie z wodą |
| 339  | materiał ciekły łatwo zapalny mogący samorzutnie ulegać gwałtownej reakcji |
| 36   | materiał ciekły zapalny (temperatura zapłonu od 23 °C do 60 °C włącznie), słabo trujący lub materiał ciekły samonagrzewający się, trujący |
| 362  | materiał ciekły zapalny, trujący, reagujący z wodą, wydzielający gazy palne |
| X362 | materiał ciekły zapalny, trujący, reagujący niebezpiecznie z wodą, wydzielający gazy palne |
| 368  | materiał ciekły zapalny, trujący, żrący |
| 38   | materiał ciekły zapalny (temperatura zapłonu od 23 °C do 60 °C włącznie), słabo żrący lub materiał ciekły samonagrzewający się, żrący |
| 382  | materiał ciekły zapalny, żrący, reagujący z wodą, wydzielający gazy palne |
| X382 | materiał ciekły zapalny, żrący, reagujący niebezpiecznie z wodą, wydzielający gazy palne |
| 39   | materiał ciekły zapalny mogący samorzutnie ulegać gwałtownej reakcji |
| 40   | materiał stały zapalny, materiał samoreaktywny lub materiał samonagrzewający się |
| 423  | materiał stały reagujący z wodą, wydzielający gazy palne lub materiał stały zapalny, reagujący z wodą, wydzielający gazy palne lub materiał stały samonagrzewający się, reagujący z wodą, wydzielający gazy palne                                                                |
| X423 | materiał stały, reagujący niebezpiecznie z wodą, wydzielający gazy palne lub materiał stały zapalny, reagujący niebezpiecznie z wodą, wydzielający gazy palne lub materiał stały samonagrzewający się, reagujący niebezpiecznie z wodą, wydzielający gazy palne                  |
| 43   | materiał stały samozapalny (piroforyczny) |
| X432 | materiał stały samozapalny (piroforyczny), reagujący niebezpiecznie z wodą, wydzielający gazy palne |
| 44   | materiał stały zapalny, stopiony, w podwyższonej temperaturze |
| 446  | materiał stały zapalny, trujący, stopiony, w podwyższonej temperaturze |
| 46   | materiał stały zapalny lub samonagrzewający się, trujący |
| 462  | materiał stały trujący, reagujący z wodą, wydzielający gazy palne |
| X462 | materiał stały, reagujący niebezpiecznie z wodą, wydzielający gazy trujące |
| 48   | materiał stały zapalny lub samonagrzewający się, żrący |
| 482  | materiał stały żrący reagujący z wodą, wydzielający gazy palne |
| X482 | materiał stały, reagujący niebezpiecznie z wodą, wydzielający gazy żrące |
| 50   | materiał utleniający (wzmagający palenie) |
| 539  | nadtlenek organiczny, palny |
| 55   | materiał silnie utleniający (wzmagający palenie) |
| 556  | materiał silnie utleniający (wzmagający palenie), trujący |
| 558  | materiał silnie utleniający (wzmagający palenie), żrący |
| 559  | materiał silnie utleniający (wzmagający palenie), mogący samorzutnie ulegać gwałtownej reakcji |
| 56   | materiał utleniający (wzmagający palenie), trujący |
| 568  | materiał utleniający (wzmagający palenie), trujący, żrący |
| 58   | materiał utleniający (wzmagający palenie), żrący |
| 59   | materiał utleniający (wzmagający palenie), mogący samorzutnie ulegać gwałtownej reakcji |
| 60   | materiał trujący lub słabo trujący |
| 606  | materiał zakaźny |
| 623  | materiał ciekły trujący, reagujący z wodą, wydzielający gazy palne |
| 63   | materiał trujący, zapalny (temperatura zapłonu od 23 °C do 60 °C włącznie) |
| 638  | materiał trujący, zapalny (temperatura zapłonu od 23 °C do 60 °C), żrący |
| 639  | materiał trujący, zapalny (temperatura zapłonu nie wyższa niż 60 °C), mogący samorzutnie ulegać gwałtownej reakcji |
| 64   | materiał stały trujący, zapalny lub samonagrzewający się |
| 642  | materiał stały trujący, reagujący z wodą, wydzielający gazy palne |
| 65   | materiał trujący, utleniający (wzmagający palenie) |
| 66   | materiał silnie trujący |
| 663  | materiał silnie trujący, zapalny (temperatura zapłonu nie wyższa niż 60 °C) |
| 664  | materiał stały silnie trujący, zapalny lub samonagrzewający się |
| 665  | materiał silnie trujący, utleniający (wzmagający palenie) |
| 668  | materiał silnie trujący, żrący |
| X668 | materiał silnie trujący, żrący, reagujący niebezpiecznie z wodą |
| 669  | materiał silnie trujący, mogący samorzutnie ulegać gwałtownej reakcji |
| 68   | materiał trujący, żrący |
| 69   | materiał trujący lub słabo trujący, mogący samorzutnie ulegać gwałtownej reakcji |
| 70   | materiał promieniotwórczy |
| 768  | materiał promieniotwórczy, trujący, żrący |
| 78   | materiał promieniotwórczy, żrący |
| 80   | materiał żrący lub słabo żrący |
| X80  | materiał żrący lub słabo żrący, reagujący niebezpiecznie z wodą |
| 823  | materiał ciekły żrący, reagujący z wodą, wydzielający gazy palne |
| 83   | materiał żrący lub słabo żrący, zapalny (temp. zapłonu od 23 °C do 60 °C) |
| X83  | materiał żrący lub słabo żrący, zapalny (temperatura zapłonu od 23 °C do 60 °C włącznie), reagujący niebezpiecznie z wodą |
| 839  | materiał żrący lub słabo żrący, zapalny (temperatura zapłonu od 23 °C do 60 °C), mogący samorzutnie ulegać gwałtownej reakcji |
| X839 | materiał żrący lub słabo żrący, zapalny (temperatura zapłonu od 23 °C do 60 °C), mogący samorzutnie ulegać gwałtownej reakcji, reagujący niebezpiecznie z wodą |
| 84   | materiał stały żrący, zapalny lub samonagrzewający się |
| 842  | materiał stały żrący, reagujący z wodą, wydzielający gazy palne |
| 85   | materiał żrący lub słabo żrący, utleniający (wzmagający palenie) |
| 856  | materiał żrący lub słabo żrący, utleniający (wzmagający palenie), trujący |
| 86   | materiał żrący lub słabo żrący, trujący |
| 88   | materiał silnie żrący |
| X88  | materiał silnie żrący, reagujący niebezpiecznie z wodą |
| 883  | materiał silnie żrący, zapalny (temperatura zapłonu od 23 °C do 60 °C) |
| 884  | materiał stały silnie żrący, zapalny lub samonagrzewający się |
| 885  | materiał silnie żrący, utleniający (wzmagający palenie) |
| 886  | materiał silnie żrący, trujący |
| X886 | materiał silnie żrący, trujący, reagujący niebezpiecznie z wodą |
| 89   | materiał żrący (słabo żrący), mogący samorzutnie ulegać gwałtownej reakcji |
| 90   | materiał zagrażający środowisku, różne materiały niebezpieczne |
| 99   | różne materiały niebezpieczne przewożone w podwyższonej temperaturze |

Dla klasy 1 nie istnieją numery zagrożeń dlatego dla istniejących materiałów stosujemy numer podklasy i literę grupy zgodności, np. 1.5 D.

## Załącznik B
Załącznik B – Przepisy dotyczące środków transportu i operacji transportowych:
Część 8 – wymagania ogólne dotyczące członków załogi pojazdu, wyposażenia, postępowania i dokumentacji
Część 9 – wymagania dotyczące konstrukcji i dopuszczenia pojazdów

## Państwa, w których obowiązuje umowa ADR
Do umowy ADR państwa przystępowały na trzy sposoby: przez wspólne podpisanie (pierwsze 9 państw sygnatariuszy), przez akcesję i przez sukcesję.
Do marca 2018 do umowy ADR przystąpiły następujące kraje (państwa-sygnatariusze wyróżnione pogrubieniem):
Albania, Andora, Austria, Azerbejdżan, Belgia, Białoruś, Bośnia i Hercegowina, Bułgaria, Chorwacja, Cypr, Czarnogóra, Czechy, Dania, Estonia, Finlandia, Francja, Grecja, Gruzja, Hiszpania, Holandia, Irlandia, Islandia, Kazachstan, Liechtenstein, Litwa, Luksemburg, Łotwa, Macedonia, Malta, Maroko, Mołdawia, Niemcy, Norwegia, Polska (akcesja 6 maja 1975), Portugalia, Rosja, Rumunia, San Marino, Serbia, Słowacja, Słowenia, Szwajcaria, Szwecja, Tadżykistan, Tunezja, Turcja, Ukraina, Węgry, Wielka Brytania, Włochy.
Umowa ADR ma wspólne źródła z umowami dotyczącymi międzynarodowego transportu: drogą morską (IMDG), śródlądową (ADN), kolejową (RID) i lotniczą (DGR, ICAO).

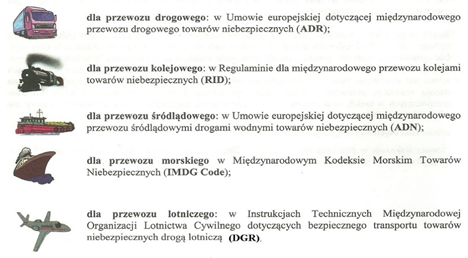
Regulaminy Przewozu TN